# Глухарный
Глухарный — посёлок в Свердловской области России, административно подчинённый городу Ивделю. Входит в Ивдельский муниципальный округ.
Ранее посёлок входил в состав Екатерининского сельсовета города Ивделя.

## Географическое положение
Посёлок Глухарный расположен в 45 километрах (по автодороге в 82 километрах) к югу от города Ивделя, в лесной местности, в долине правого притока реки Крапивной (правого притока Лангура, речной бассейн Сосьвы). Автомобильное сообщение с посёлком затруднено из-за отсутствия автомобильного моста через Сосьву. В посёлке имеется станция Глухарный Свердловской железной дороги (ветка Серов — Полуночное).

## Население
| 2002 | 2010 |
| ---- | ---- |
| 134  | ↘38  |

| 2015 | 2020 | 2023 |
| ---- | ---- | ---- |
| 38   | 25   | 21   |